# Robert Curtis Brown
Robert Curtis Brown (Bucks County (Pennsylvania), 27 april 1957) is een Amerikaans acteur.

## Biografie
Curtis studeerde aan de Yale-universiteit, heeft een bachelor in Engels en theater en is doctorandus in drama.
Hij begon in 1982 met acteren in 1982 in de film Pilgrim, Farewell. Hierna speelde hij in nog meer dan 170 rollen in televisieseries en films, zoals Search for Tomorrow (1984-1985), Days of our Lives (1990), Beverly Hills, 90210 (1998), The Practice (2000-2003), High School Musical 2 (2007) en High School Musical 3: Senior Year (2008).

## Filmografie

### Films
Selectie:
- 2013 - Snow Bride - als Peters
- 2012 - The Guilt Trip - als baas Kmart
- 2011 - Sharpay’s Fabulous Adventure – als Vance Evans
- 2009 - It's Complicated – als Peter
- 2009 - The Men Who Stare at Goats – als general Brown
- 2009 - Halloween II – als Kyle Van Der Klok
- 2008 - High School Musical 3: Senior Year – als mr. Evans
- 2007 - High School Musical 2 – als Vance Evans
- 2007 - Spider-Man 3 – als technicus
- 2006 - Dreamgirls – als technisch directeur
- 2006 - Jane Doe: The Harder They Fall – als Len Leonard
- 2005 - Guess Who – als Dante
- 2004 - After the Sunset – als FBI-agent
- 2003 - Bruce Almighty – als Phil Sidleman
- 2002 - Catch Me If You Can – als kantoorbediende
- 2002 - Red Dragon – als dinergast
- 1999 - Three Secrets – als Todd
- 1997 - Bean: The Ultimate Disaster Movie – als dr. Frowning
- 1995 - The Christmas Box – als George
- 1986 - Legal Eagles – als Roger
- 1983 - Trading Places – als Todd

### Televisieseries
Uitgezonderd eenmalige gastrollen.
- 2020 - 2024 Station 19 - als Paul Montgomery - 8 afl.
- 2021 - 2023 The Ms. Pat Show - als schoolhoofd Horner - 5 afl.
- 2021 CSI: Vegas - als hulpsheriff Cade Wyatt - 4 afl.
- 2020 - Ratched - als Monsigneur Sullivan - 2 afl.
- 2018 - 2019 - Dear White People - als William White - 3 afl.
- 2017 - 2018 - The Handmaid's Tale - als Andrew Pryce - 6 afl.
- 2014 - Perception - als dr. Josiah Rosenthal - 4 afl.
- 2013 - Switched at Birth - als ivan Roman - 5 afl.
- 2011 - The Young and the Restless - als rechter - 3 afl.
- 2010 - Look – als Dan de weerman – 3 afl.
- 2010 - All My Children – als Paul Miller – 5 afl.
- 2007-2008 - Shark – als Morgan Ride – 2 afl.
- 2007 - Pandemic – als Jack Hendler – miniserie
- 1999-2000 - Family Law – als mr. Pisa – 2 afl.
- 1999 - Diagnosis Murder – als Robert Lamont – 2 afl.
- 1998 - The Pretender – als mr Brewster – 2 afl.
- 1998 - From the Earth to the Moon – als Gavin O'Rourke – miniserie
- 1998 - Beverly Hills, 90210 – als Robert Gwinnet – 5 afl.
- 1992 - Matlock – als Gilman – 4 afl.
- 1992 - Herman's Head – als Sean – 2 afl.
- 1990 - Days of our Lives - als dr. Craig Norris - 12 afl.
- 1984-1985 - Search for Tomorrow – als Alec Kendall – 170 afl.